# Sommer-Paralympics 2012/Teilnehmer (Aserbaidschan)
| stlisierte Goldmedaille | stlisierte Silbermedaille | stlisierte Bronzemedaille |
| ----------------------- | ------------------------- | ------------------------- |
| 4                       | 5                         | 3                         |

Aserbaidschan entsendete zu den Paralympischen Sommerspielen 2012 in London eine aus 21 Sportlern bestehende Mannschaft – 5 Frauen und 16 Männer.

## Teilnehmer nach Sportart

### Bogenschießen
Frauen:
- Zinyat Valiyeva

### Judo
Frauen:
- Afag Sultanova

Männer:
- Ramin Ibrahimov
- Tofig Mammadov
- Bayram Mustafayev
- Rovshan Safarov
- Karim Sardarov
- İlham Zəkiyev

### Leichtathletik
Frauen
- Madinat Abdullayeva

Männer
- Huseyn Hasanov
- Elchin Muradov
- Olokhan Musayev
- Samir Nabiyev
- Rza Osmanov
- Oleg Panyutin
- Vladimir Zayets

### Powerlifting (Bankdrücken)
Männer:
- Maharram Aliyev
- Elshan Huseynov

### Schießen
Frauen
- Yelena Taranova

Männer
- Akbar Muradov

### Schwimmen
Frauen
- Natali Pronina